# Dolores Rousse
Pour les articles homonymes, voir Rousse.
Dolores Rousse connue également avec le pseudonyme Gloria Roy (née le 17 août 1901 à San José (Californie) et morte le  16 décembre 1985 à Santa Clara ) est une actrice de cinéma américaine.

## Filmographie partielle
- 1936 : Le Secret de Charlie Chan (Charlie Chan's Secret) de Gordon Wiles
- 1936 : Héros d'un soir (Song and Dance Man) d'Allan Dwan (comme Gloria Roy)
- 1937 : Petit Démon (The Holy Terror) de James Tinling